# Хадис Кудси
Хадис Кудси или Хадис Кудсе (на арабски: الحديث القدسي; означава "чист" или "свещен Хадис"), е специална категория хадиси, компендиум от изказвания, приписвани на Мухаммед (саллеллаху алейхи ве алихи ве селлем). Твърди се, че тези хадиси са уникални, защото тяхното съдържание се приписва на Аллах, но действителната формулировка е приписана на Пророка (саллеллаху алейхи ве алихи ве селлем). Това може да е една от причините те да не са включени в Коранското низпослание, които се считат за дословната дума на Аллах, а по-скоро им е дадена специална категория, като по този начин заемат статут между Корана и нормалния текст на хадисите.

## Разлики между Коранския текст и Хадис Кудси
Бяха отбелязани следните разлики между Коранския текст и Хадис Кудси.
| Критерий             | Коран                                    | Хадис Кудси                     |
| -------------------- | ---------------------------------------- | ------------------------------- |
| Низпослание          | Меляикето Джибрил Инзаал на арабски език | Меляикето Джибрил, Визия, Мечта |
| Рецитира се в Намаза | Да                                       | Не                              |

## Примери
Такъв текст може да бъде намерен както в първични, така и във вторични източници на хадисите.
Ебу Хурейра (радиаллаху анху), който каза, че Ресулюллах (саллеллаху алейхи ве алихи ве селлем) е казал:
"Когато Аллах постанови сътворението, Той се обеща, като написа в Книгата Си, която е заложена при Него: Моята милост надделява над моя гняв."
Ебу Хурейра (радиаллаху анху) съобщи че Ресулюллах (саллеллаху алейхи ве алихи ве селлем) е казал:
Аллах, Субханеху ве теала, каза: "Ако Моят раб обича да се среща с Мен, и Аз искам да се срещам с него, а ако той не обича да се среща с Мен, Аз не искам да се срещам с него."
Омер ибн Хаттаб (радиаллаху анху), разказа че Ресулюллах (саллеллаху алейхи ве алихи ве селлем) е казал:
"Може би Аллах е погледнал онези, които са били в Бедр, и е казал, 'Правете каквото искате, защото Аз ви простих."

## Публикации
Многобройни публикации се фокусират единствено върху хадисите Кудси, цитирайки между 40 и 110 от тях от първични текстове на хадиси. Те включват:
- Четиридесетте хадиси Кудси на ен-Неуеуи ISBN 8171015883
- 110 хадиси Кудси  ISBN 9960740846